# Roosje Pertz
Roosje Pertz (1983) is een Vlaamse comedian, podcaster en mediapersoonlijkheid.

## Afkomst
Pertz groeide samen met haar zussen op in Lubbeek. Haar vader, Eric Pertz was een bekende producer van TV-documentaires voor de VRT.  De documentaire De laatste zeven maanden van Anne Frank uit 1988 won een Emmy Award, "Soldaten in de Grote Oorlog" won in 1985 de televisieprijs De HA! van Humo. Hij overleed onverwacht in 1995. Haar moeder was geschiedenislerares en stond na het overlijden van haar echtgenoot, naast haar job als leerkracht, alleen in voor de opvoeding van haar kinderen. Deze gebeurtenissen hadden grote impact op het latere leven van Roosje Pertz.

## Studies en beroep
Roosje Perz volgde Latijnse humaniora en ging daarna Germaanse Talen studeren aan de Katholieke Universiteit Leuven, waar ze in 2005 haar master behaalde. Ze was na haar studies gedurende een korte periode stewardess bij Jet Air en enkele jaren secretaresse in een marketingbedrijf. Ze startte daarna als journaliste bij TV-Familie, maar stopte na een jaar om over te stappen naar het onderwijs. Ze kon de cursus "Nederlands aan anderstaligen" geven in het volwassenenonderwijs "Centrum voor Basiseducatie" in Leuven. Gezien haar leerlingen dikwijls mensen die zeer laag of niet opgeleid waren, werd haar later gevraagd om ook lessen alfabetisering te geven en daarna ook ICT, hoewel haar kennis hiervan eerder beperkt was. ICT beviel haar, ze kon naast lesgeven ook assistentie bieden aan de ICT-coördinator en volgde een opleiding voor ICT-coördinator. In 2024 werd ze ICT-coördinator aan het Lemmensinstituut.

## Stand-up comedy en podcasts
Pertz was al op jonge leeftijd gefascineerd door comedy. Volgens haar zeggen ligt de oorsprong bij een advies dat haar moeder haar in 1999 gaf om niet langer met open mond voor zit uit te staren, terwijl haar vrienden haar aanraadden om stand-up comedian te worden, twee adviezen die nooit vergat. Ze besloot in 2018 beide tips te combineren en ging in combinatie met haar werk als leerkracht en moeder van twee jonge kinderen effectief aan comedy doen, aanvankelijk als MC, dit is de presentator en publieksopwarmer voor gevestigde stand-up comedians, en geleidelijk met eigen optredens in line-up met anderen of in zeer bescheiden zaaltjes.
In 2019 mocht Pertz deel uitmaken van de Young Ones, een selectie van beginnende comedians waarvan bij elk optreden van Michael Van Peel twee op het podium mochten.  Dat zelfde jaar startte ze ook met haar podcasts "Dertigerspraat" en "KiloCast". Dit laatste slaat op de eetstoornissen en gewichtsproblemen waarmee Roosje Pertz sinds haar jeugd kampt.

## Mediapersoonlijkheid en eigen comedy tournee
In 2021 werd ze door het publiek gekozen als winnaar van Comedy Match in Eindhoven. Ze werd in België bij het grote publiek bekend door deelname aan Scheire en De Schepping in het voorjaar van 2024. Ze werd opgemerkt door Eric Van Looy en uitgenodigd voor deelname aan De Slimste Mens ter Wereld. Ze kon 6 afleveringen doorgaan in de voorrondes en strandde op de vierde plaats in de finaleweken. Ze viel op door haar humor, haar intelligentie en haar gevatte antwoorden.
Roosje Perz kwam sindsdien regelmatig aan bod in de geschreven pers, programma's als Winteruur op Canvas, Wat valt er Vieren op Radio1,  en Week Watchers op Radio 2  en werd ze een terugkerende "tafelspringer" in de talkshow De Tafel van Gert. Dit opende voor haar de deuren om een eigen stand-up comedy tournee te organiseren. In 2025 werkte ze aan een eigen avondvullende cabaretshow genaamd Goedgezind & Flink, waarvoor er in het najaar 2025 en het voorjaar 2026 25 zaalshows vastgelegd zijn, verspreid over gans Vlaanderen. Daarnaast blijft ze ook line-ups en mc's met andere stand-up comediens doen.